# Ave Maria (Florida)
Ave Maria ist eine Siedlung und ein Census-designated place im US-Bundesstaat Florida. 
Sie ist rund 30 km von Naples im Collier County entfernt. Nach anfänglichen Einschätzungen von einer Einwohnerschaft von 8000 Personen (5000 Studenten und 3000 sonstige Einwohner) ist sie mittlerweile auf eine Kapazität von etwa 20.000–22.500 Bewohnern ausgelegt. Im Zuge der Volkszählung 2020 wurden 6.242 Einwohner gezählt.
Der Initiator, Pizza-Multimillionär Tom Monaghan, hatte den Traum, die „erste wichtige katholische Universität in den USA seit 40 Jahren zu gründen“. Um diese Universität, die Ave-Maria-Universität, herum entsteht seit 2002 die namensgleiche Retortenstadt.